# Illes surants dels uros

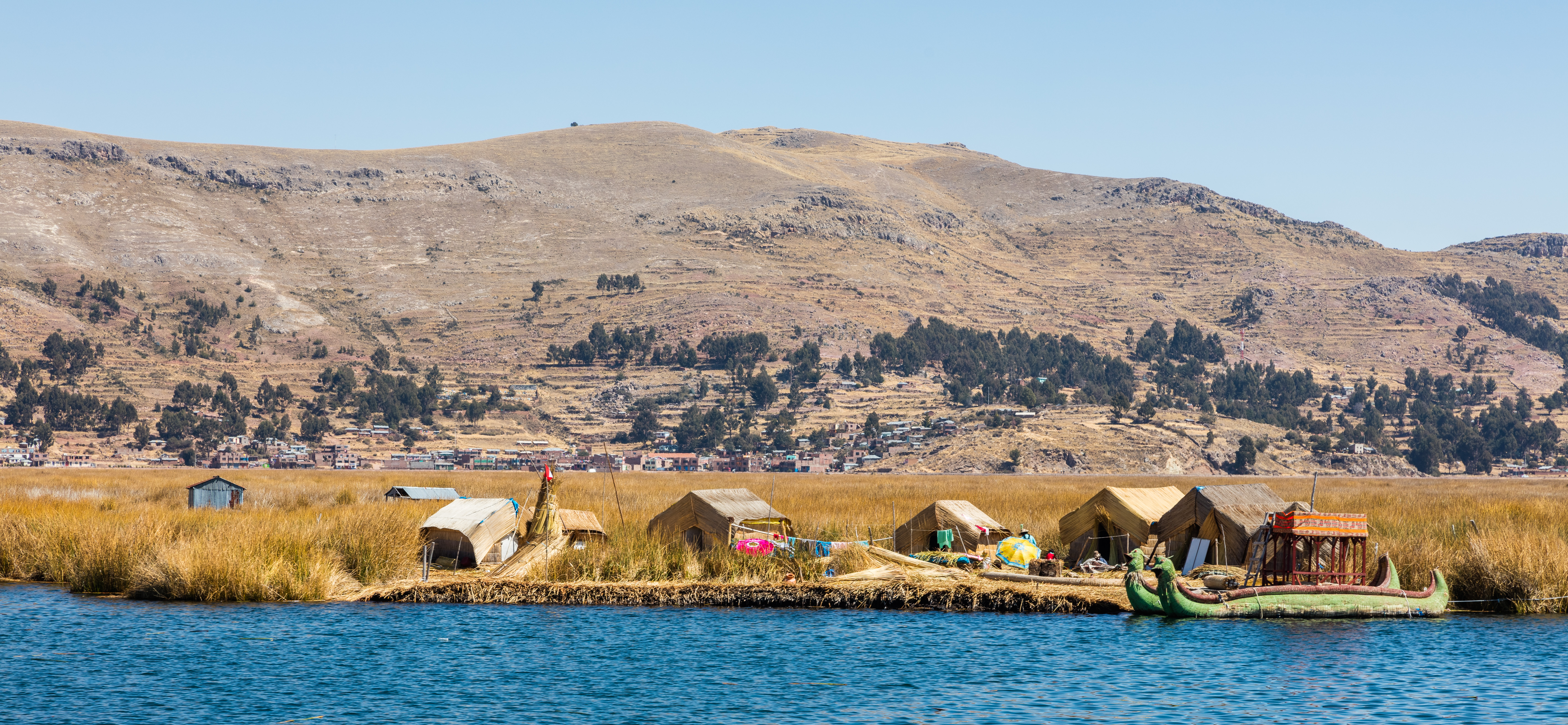
Illa surant a la badia de Puno, Perú

Les illes surants dels uros són un conjunt de superfícies artificials habitables construïdes amb boga, una planta aquàtica que creix al llac Titicaca. Les illes s'aixequen sobre una part de la superfície del llac; se superposen a blocs d'arrels de boga sobre les quals s'estenen capes successives de boga teixida o entrellaçada en estores. Els seus habitants, els uros, són un poble ancestral que ara es concentra en l'altiplà del Collao, i a Perú a les illes surants situades a la badia de Puno.
La seua subsistència es fonamenta en la cultura ancestral unida al llac, basada en els múltiples usos donats a la boga que en naix del fons, i en la pesca.
La construcció d'aquestes illes es fa teixint boga a les zones on en creix més densa, i forma una capa natural, que els uros denominen khili; damunt aquesta capa edifiquen les cases; també fan malla teixida de boga a la qual denominen "estera". Cada casa es compon d'una sola habitació. Cuinen a l'aire lliure per evitar incendis.
Al Perú hi ha més de 20 illes de l'ètnia uro chulluni. El nombre de famílies que ocupen una illa és variable, però en general n'oscil·la entre tres i deu. Entre les principals illes, es troben Tupiri, Santa María, Tribuna, Toranipata, Chumi, Paradís, Kapi, Titino, Tinajero, Sol i Lluna, i Negrone.
Al març del 2007, l'ètnia uro irohito començà a construir 4 illes a la zona boliviana. Així, a la primera illa surant de boga a Bolívia, denominada Pachakamak, segueixen Phuwa, Balsa Hampus i Inti Huata, gràcies a un pla turístic dirigit des de La Paz.

## Ubicació
Les illes surants dels uros són a l'oest del Titicaca, i al nord-est de la ciutat Puno, entre els paral·lels 15° 50' de longitud oest, a una altitud de 3.810 msnm, a 7 km de Puno.

## Etimologia
El terme «uro» prové de la paraula aimara «qhana uru» («qhana» vol dir 'clar'; «uru» significa 'dia', per tant significa 'dia clar').
«Uri» significa 'indòmit, brau', per la qual cosa els uros eren 'uri urus', és a dir, 'persones indòmites, clares, salvatges', descendents d'un grup ètnic anomenat «qapi», la llengua del qual era el pukina, hui extinta. Actualment els habitants uros parlen aimara.

## Límit

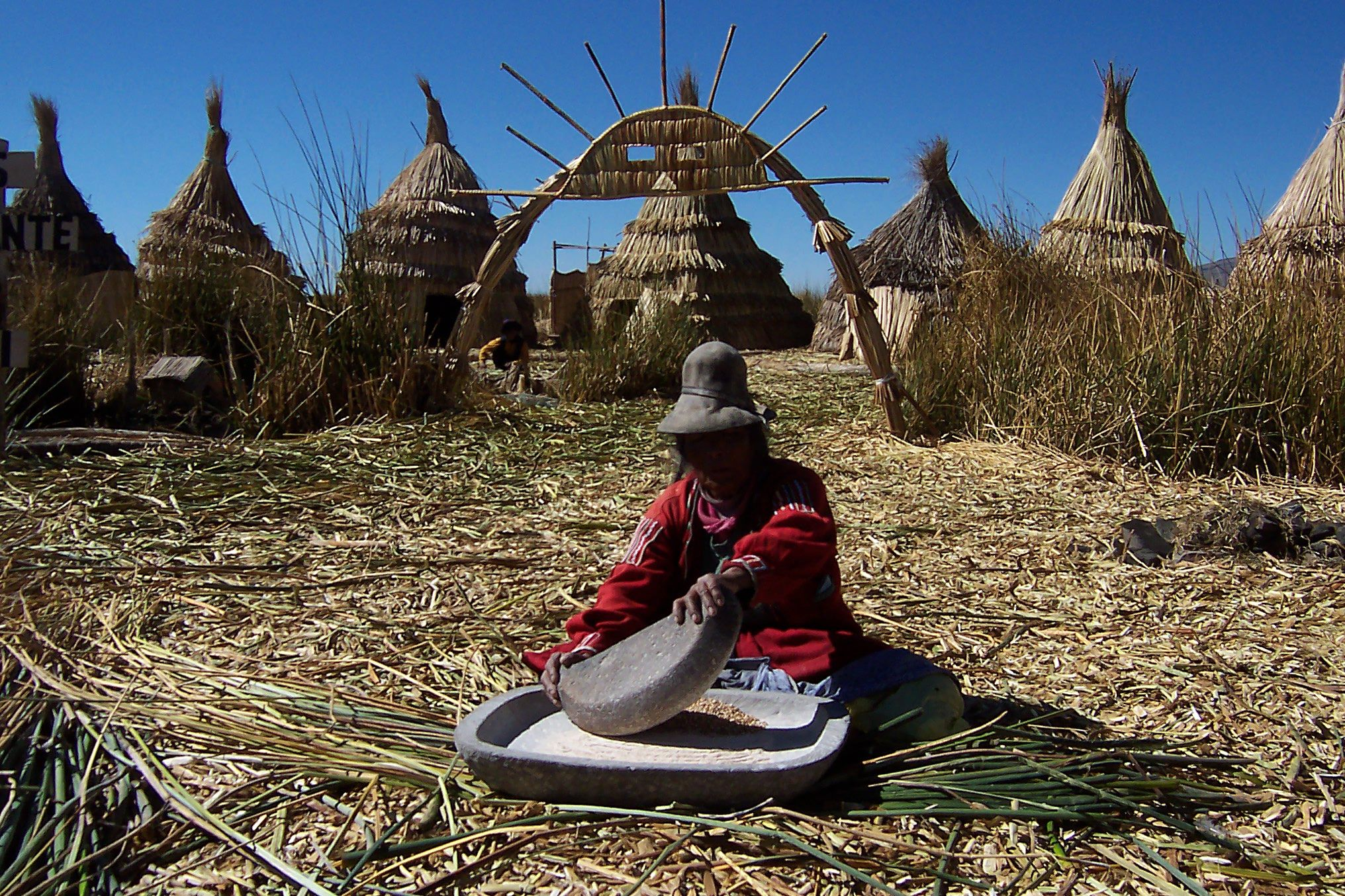
Nadiua uro molent dacsa a la seua illa de boga

Les illes surants dels uros es limiten així:
- Pel nord, els districtes de Coata i Huata
- Pel sud, amb la comunitat de Chimu i Ojerani
- Per l'est amb les penínsules de Capachica i Chucuito
- Per l'oest, amb l'illa Esteves i Uros Chulluni

## Altitud
Les illes surants dels uros són a la badia de Puno, a una altitud de 3.810 metres sobre el nivell del mar.

## Clima

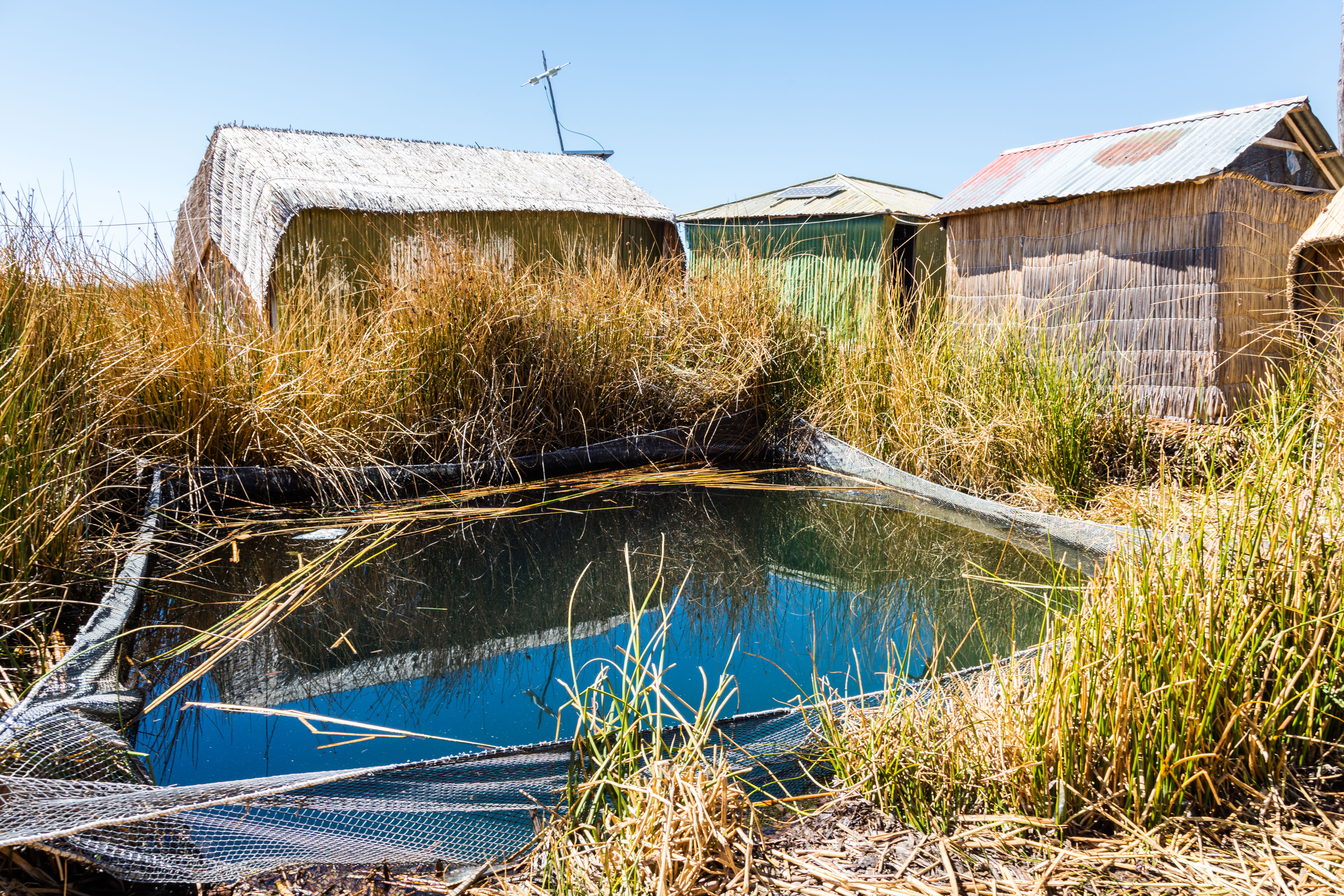
Toll en una illa per a la pesca

La zona de les illes surants dels uros té un clima fred i sec, amb una temperatura màxima de 20 °C.
Com que és una zona perifèrica, el llac fa una funció termoreguladora, i això permet una major producció agrícola a les zones que l'envolten.
A l'estiu, les precipitacions venen acompanyades de forts vents i onatge a la vesprada. L'exuberant vegetació i les fortes precipitacions esporàdiques hi provoquen sovint inundacions, mentre que a l'hivern les nits són fredes i de dia la llum solar és molt intensa.

## Divisió política

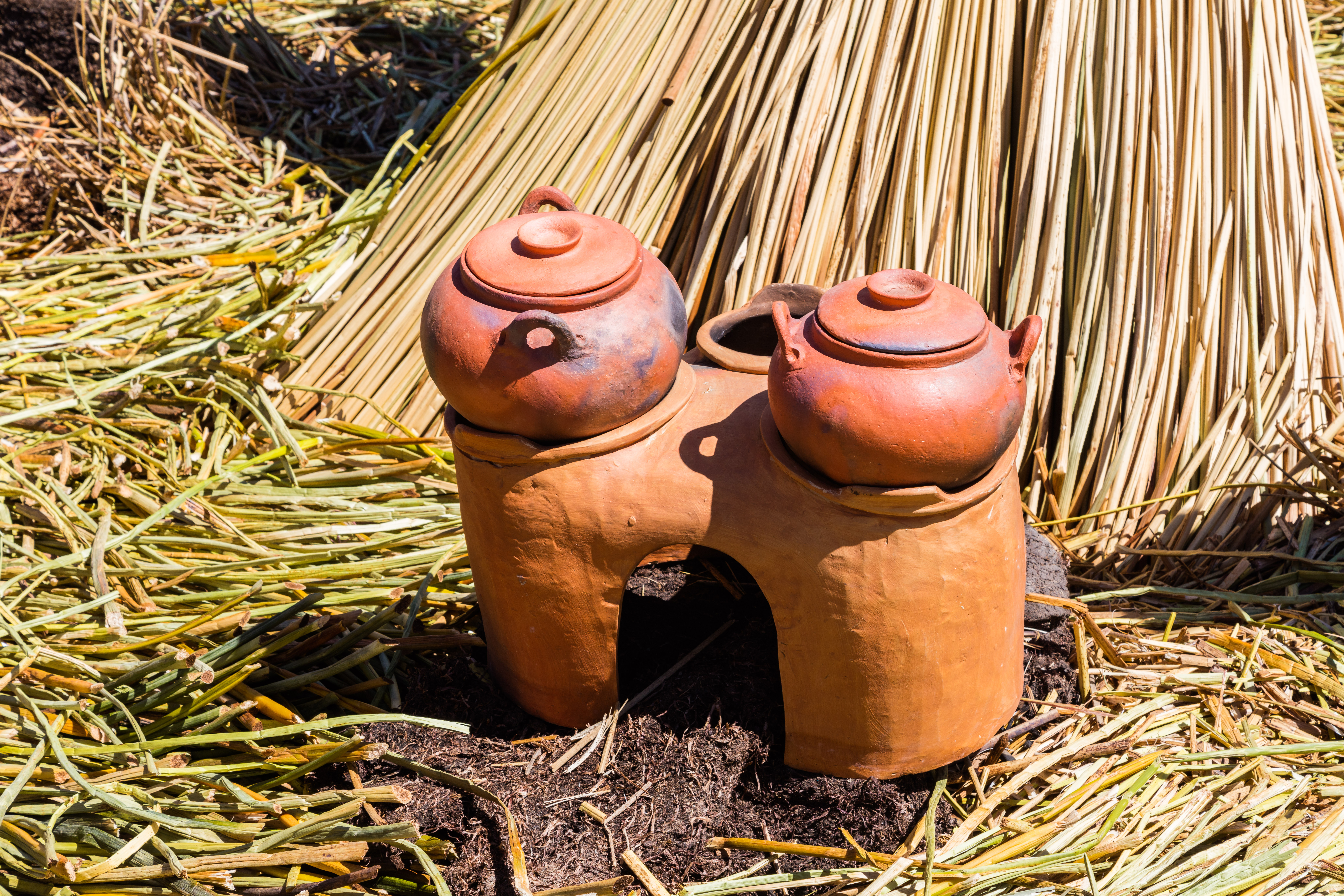
Forn per a la cocció utilitzat a les illes

Les illes surants dels uros són 70 illes dividides en dos sectors: el dels uros chulluni i el de les illes surants.

## Idioma
La llengua materna dels uros és el pukina, hui extint. L'aimara s'hi imposà amb el pas del temps i és la llengua de major ús, al costat de l'espanyol. Es parlen també altres llengües originàries com l'uruquilla, Chiw Luschi chun o ma uchun ("la nostra llengua mare"), que hui dia molt pocs ancians coneixen, i que es relaciona amb l'idioma chipaya de la província de Carangas del departament d'Oruro.
Entre 1931 i 1938 hi havia un màxim de 100 parlants d'uruquilla, pertanyents a 30 famílies a la vora del riu Desaguadero, però a partir de 1950 només uns pocs coneixien la llengua. La majoria dels uros van adoptar l'aimara i el quítxua, i perderen la seua llengua materna. Alguns sostenen que els uros també podien parlar l'idioma pukina a més del seu propi, per la qual cosa hui dia se li ha donat el mateix nom, "pukina", malgrat que són dos idiomes molt diferents.

## Aspecte hidrogràfic

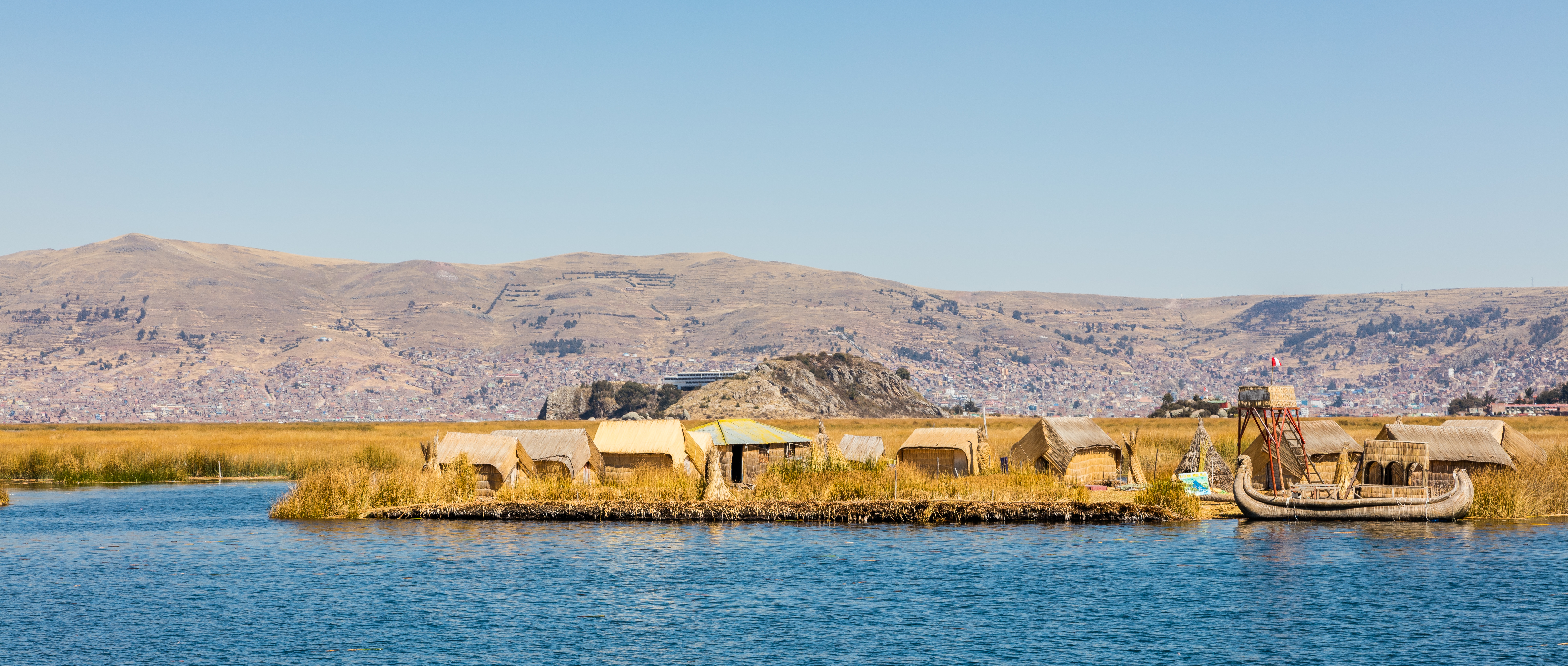
Vista general

Aquest sistema és la joia de la conca del Titicaca: fa 204 km de llarg i 65 km d'ample, i ocupa 8.562 km², dels quals 4.772 km² corresponen al Perú i 3.790 km² a Bolívia. És a una altura de 3.810 msnm: el llac és particularment transparent (15–65 m) i la qualitat de la llum excepcional; les muntanyes semblen estar molt a prop. El color de l'aigua és molt blau.
La conca del llac s'alimenta de cinc rius: Ramis, Coata, Huancané, Suches, Desaguadero, el llac Slipper i la llacuna Wiñamarca. Té 36 illes i illots, i els més importants són Taquile, Amantaní i Soto a Perú; el Sol i la Lluna, a Bolívia. També són importants com a penínsules Capachica i Chucuito (sector peruà) i Copacabana i Unanta (sector bolivià). Copacabana s'uneix al territori peruà per l'istme de Yunguyo. Hi ha golfs com Pomata (a Perú) i Achacachi (sector bolivià), així com 23 llacs que encerclen el llac Titicaca, incloent-ne l'Arapa Umayo Saracoha, Amanta, Contarsaya i Salines.

## Temperatura
A l'estiu oscil·la entre 13,3 i 20 °C, a l'hivern és de 10,5 i 8 °C.

## Flora

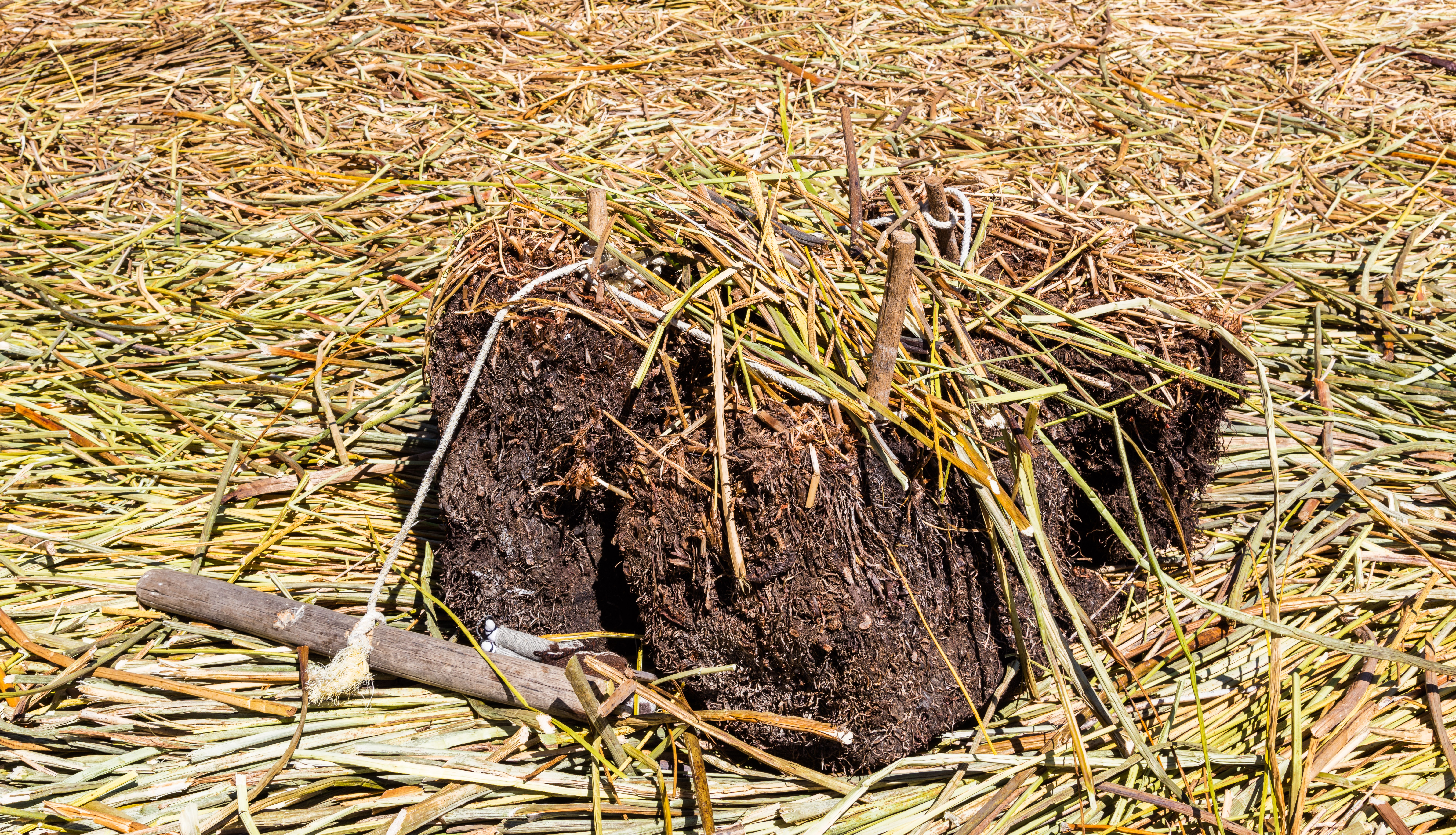
Aspecte de les illes sota la capa de boga

Les illes surants dels uros són part de la Reserva Nacional del Titicaca, construïdes amb canyes de boga, que afavoreixen l'equilibri de l'ecosistema i l'hàbitat de les poblacions d'aus salvatges que viuen al llac. Les arrels creixen en terres argiloses cobertes per la massa d'aigua; la tija sota l'aigua és de color blanc i la que rep la llum del sol és de color verd; el nom de l'arrel és "sacca", i del plançó "hauricolla Cchullo". Altres espècies presents en la vida quotidiana dels uros són:
- El llacho (Meriophyhum patamogetum) es distribueix en les parts poc fondes del llac; és un recurs alimentós que manté la producció de bestiar i els seus derivats.
- La llentilla d'aigua (Lens esculenta) és molt freqüent flotant en aigües de nitrogen, potassi i fòsfor; la seua presència massiva hi provoca un impacte negatiu.

## Fauna

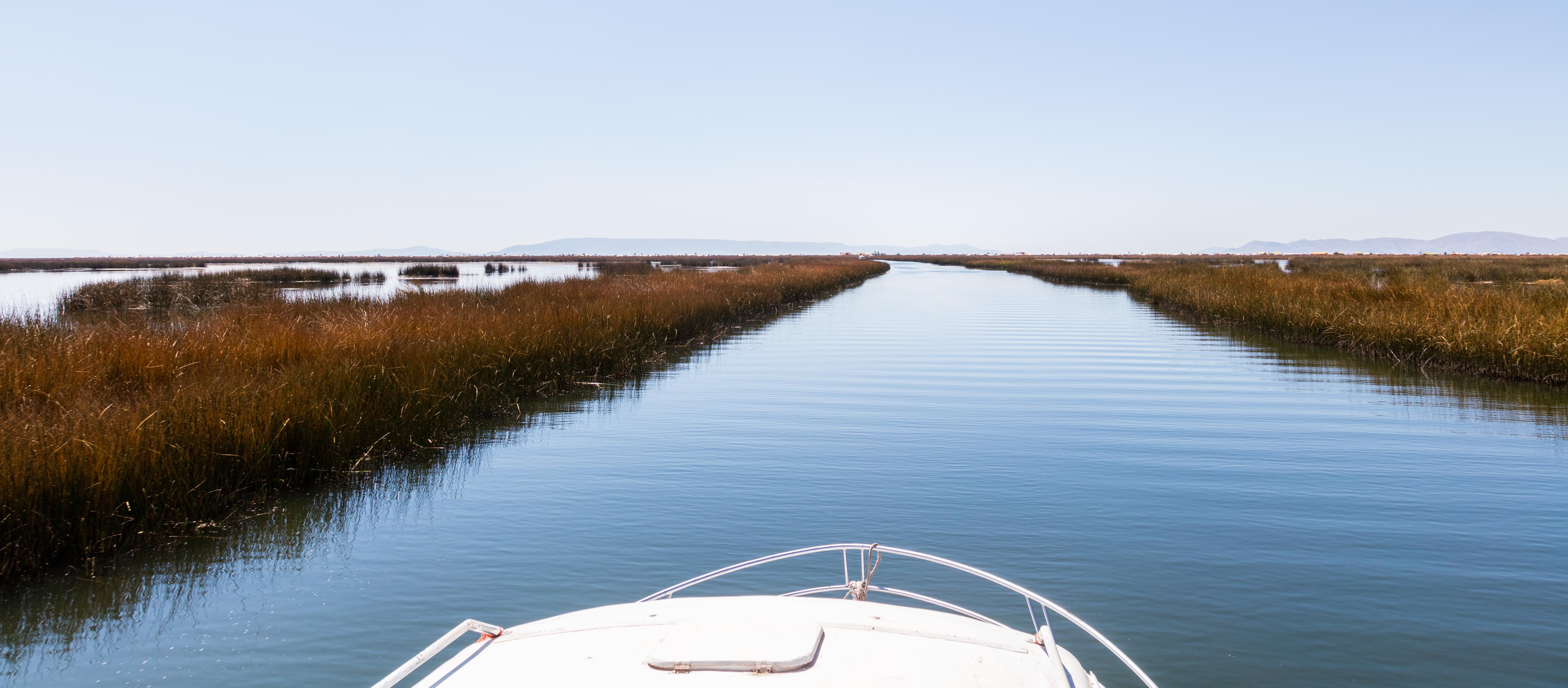
Navegació al Titicaca

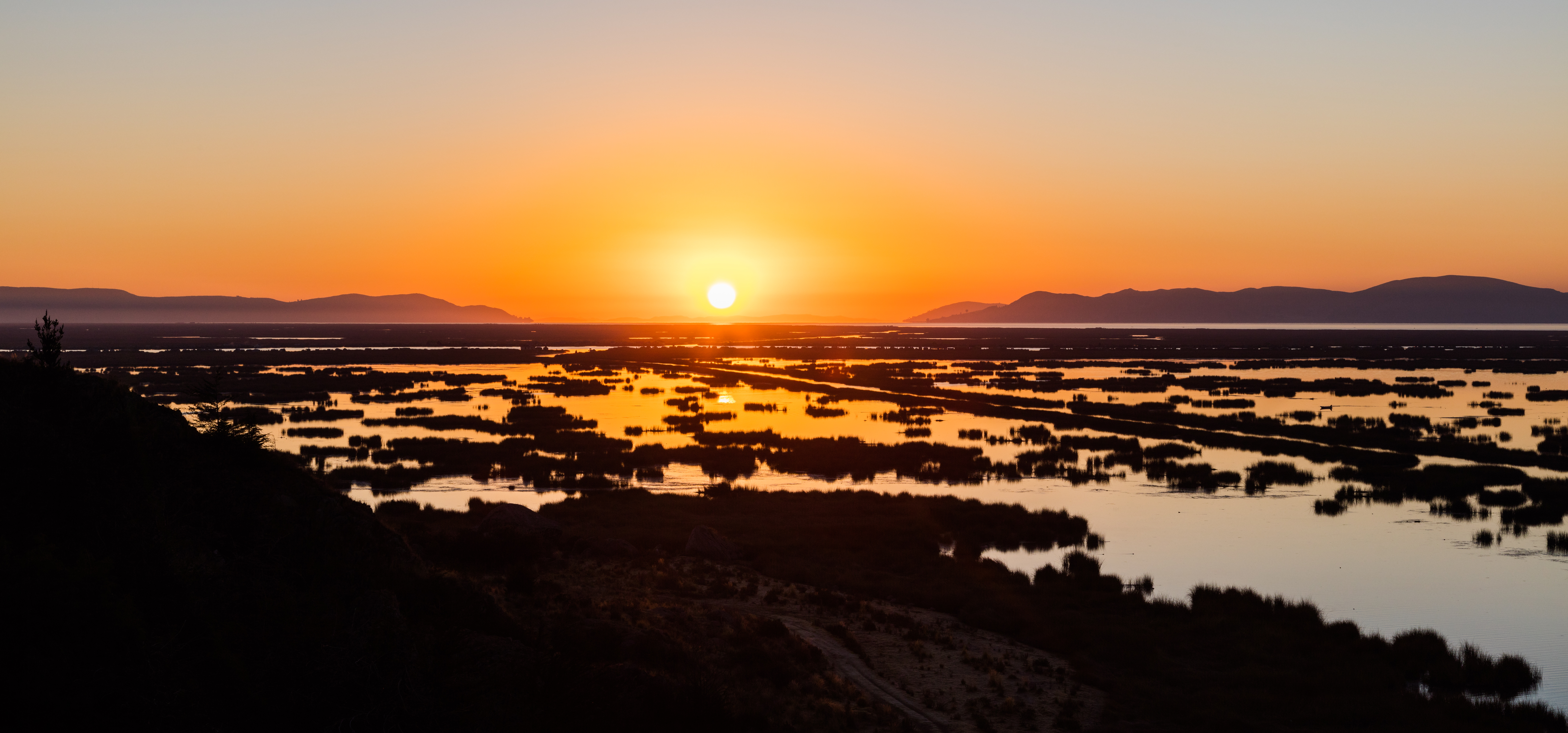
Eixida del sol al llac Titicaca

Els peixos nadius formen part de la dieta dels habitants de les illes surants dels uros així com de les comunitats circumlacustres. Diversos se'n venen als mercats locals de Puno i Juliaca. Algunes espècies de peixos nadius són:
- Orestias albus
- Orestias olivaceus
- Orestias luteus
- Orestias jusiei
- Orestias mulleri
- Orestias ispi
- Trichumectarus dispar
- Orestias pentaldii
- Orestias cuvieri
- Trichomycterus rivulatus

Hi ha també espècies que hi han estat introduïdes i que ja formen part de la pesca i dieta usual dels uros:
- Truita (Salmo spp)
- Odontesthes bonairiensis

Les aus són un recurs també utilitzat pels habitants, per a la comercialització com a objectes decoratius i d'estudi, i aplicant-los tècniques de taxidèrmia. Entre les espècies més usuals per a aquesta pràctica es troben:
- Garsa blanca (Egretta alba)
- Garsa grisa, waqana, martinet de nit (Nictycorax nicticorax)
- Garsa blava (Agretta thula)
- Garsa buyera (Bubulcus ibis)
- Gavina, qillwa (Larus serranus)
- Oca andina, wallata (Chloephaga melanoptera)
- Ànec porc, mijji (Phalacroconax alivaceus)
- Ibis negre, chuwankira (Plegadis redwayi)
- Gallareta gegant, ajoya (Fulica gigate)
- Gallareta americana, choca (Fulica ardesiaca)
- Gallareta comuna, mototo (Pardirallus sanguinolentus)
- Ànec andí, qaqato (Anas specluariodes)
- Ànec andí, qaqana (Anas giorgica)
- Sutro Duck, encalla (Anas puna)
- Q'ñola (Centropelma micropterum)
- Esparver (Parabuteo unicantus)

## Mitjans de producció econòmica

### Artesania

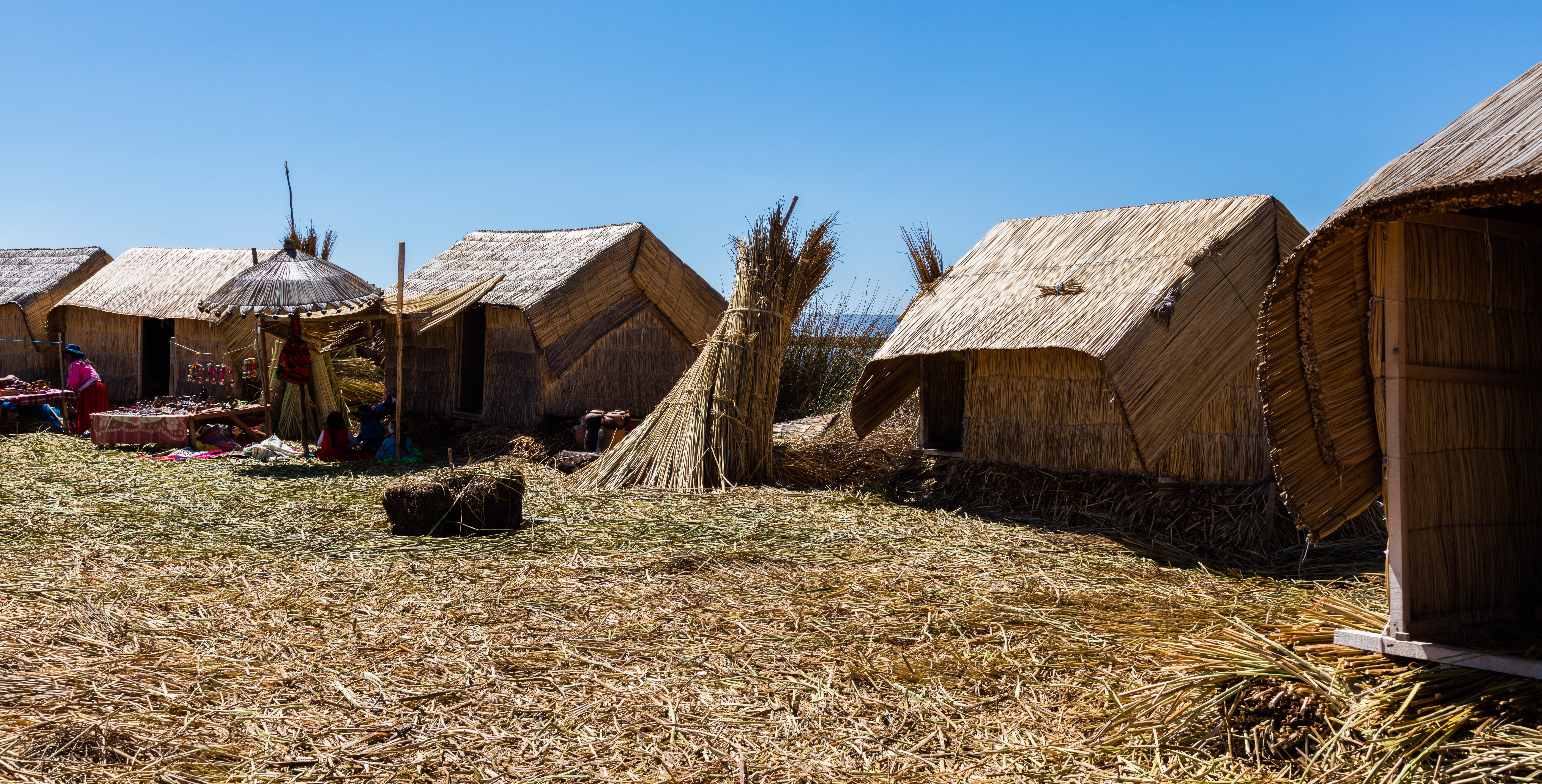
Conjunt de cases

La producció d'artesania tradicional és l'activitat més important per als habitants de les illes surants dels uros; la producció artesana es comercialitza a les illes i té com a destinataris turistes nacionals i internacionals. La roba i els objectes que s'hi produeixen són: chuspas, catifes brodades, bosses brodades, chullos, faixes... També realitzen treballs amb les canyes de boga; entre els treballs més usuals amb aquest material hi ha basses a escala, són importants també les ja esmentades aus conservades amb taxidèrmia.

### Turisme
En els últims anys el turisme a la regió de Puno s'ha incrementat de manera significativa, i també les visites a les illes surants dels uros: els serveis que s'hi ofereixen són basses de joncs a escala, passeigs, artesania, turisme vivencial, allotjament bàsic i cuina.

## Població
Segons la darrera enquesta, les illes dels uros tenen una població de 272 famílies identificades.

## Transport

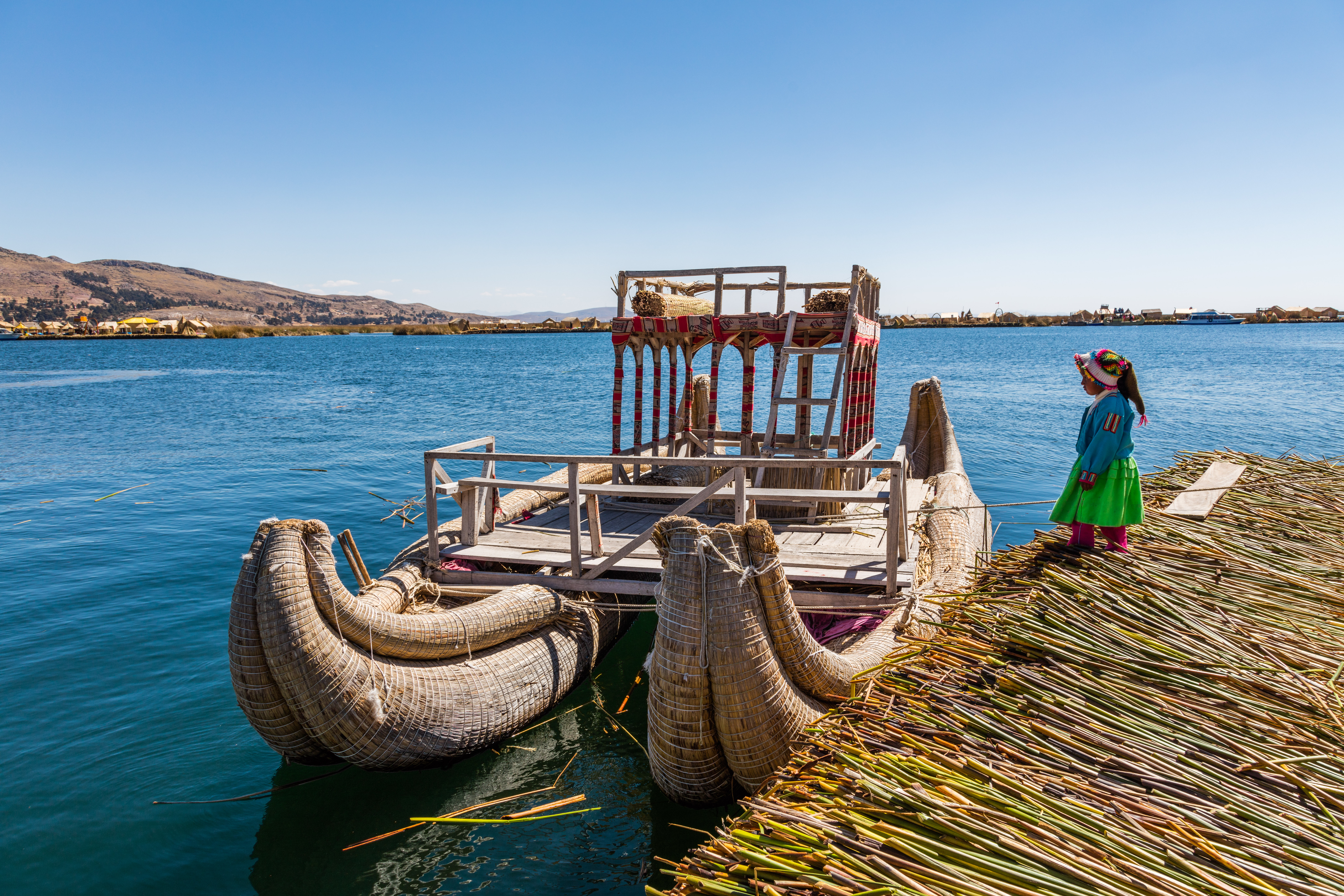
Barca uro

Els mitjans de transport que s'utilitzen són basses i barques, que porten principalment a la ciutat de Puno, i igualment hi ha comunicació esporàdica entre Ichu, Huata, Capachica, Chucuito península, etc.

## Història

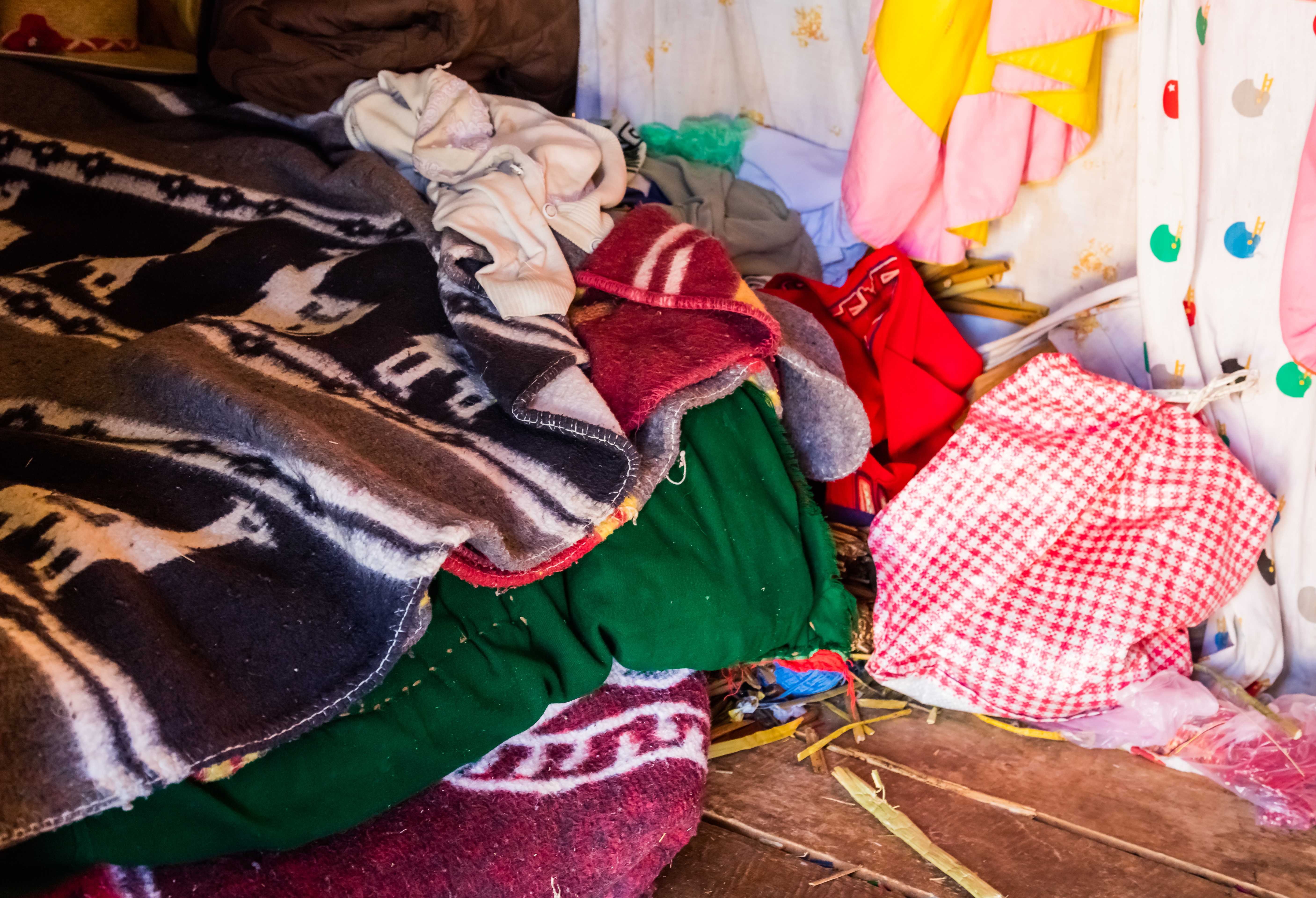
Interior d'una cabana d'uros

Els uros, creadors de les illes surants, descendeixen d'una terra mil·lenària, segons les llegendes; són "pukina" que parlen uro o pukina i es consideren els amos del llac i l'aigua. També es diuen a si mateixos "lupihaques" ('fills del Sol'). Hui dia, els uros no parlen l'idioma uro, ni practiquen les seues antigues creences, però mantenen alguns costums antics.
Els uros negociaven amb la tribu aimara en el continent, es casaven amb ells i, finalment, van perdre la llengua uro i la substituïren per la dels aimara. Fa 500 anys que van perdre la llengua original. Quan van ser conquistats per l'Imperi inca, tributaven a aquest imperi, i sovint se'n van fer esclaus.
Molts escriptors i historiadors assenyalen que els uros pertanyen a la regió més antiga del Collasuyo. L'arqueòleg polonés Arthur Posnansky afirmava que els uros són potser l'ètnia més antiga del continent americà. La història de les illes surants és la història del poble uro.

## Vida tradicional

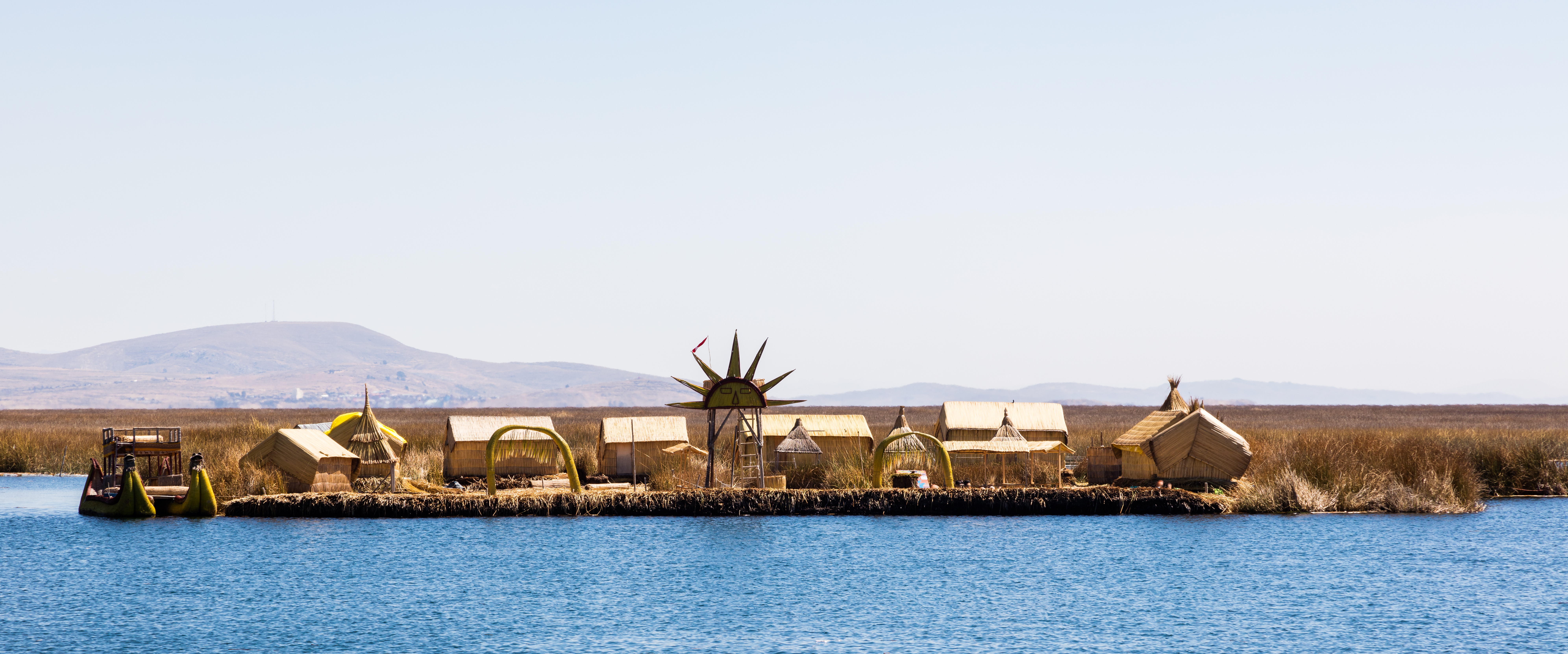
Vista d'una illa

Gran part de la dieta i la medicina dels uros també gira a l'entorn de la boga usada per a construir les illes. El fons blanc de la canya de boga es menja sovint per al iode, perquè prevé el goll. Aquesta part blanca de la canya es diu chullo (aimara). Igual que els pobles andins del Perú depenen de la fulla de coca per a l'alleujament de la duresa del clima i la fam, els uros ho fan amb les canyes de boga de la mateixa manera. La canya s'enrotlla al voltant del lloc on hi ha dolor per absorbir-lo. Quan fa molta calor, col·loquen la part blanca de la canya al front, que és molt freda al tacte. La part blanca de la canya també s'utilitza per a alleujar les ressaques d'alcohol. És una font primària d'aliments. També en fan un te de flor de canya.
Mantenen la tradició de la pesca artesana, sobretot del carachi i el pejerrey, quan la pesca és abundant; i fan conserves de peix assecat al sol. També es dediquen a la caça d'aus salvatges.
Els peixos residents locals són l'ispi, el carachi i el peix gat. La truita hi va ser introduïda al 1940. Els uros també cacen aus com gavines, ànecs i flamencs, i pasturen el bestiar en els illots. També realitzen artesania per als nombrosos turistes. Ells baraten boga en el continent, a Puno, per obtenir productes que necessiten, com la quinoa i altres aliments.

## Sistema de desguàs usat a les illes
Per al desguàs i residus els pobladors construeixen una altra illa petita a prop d'on viuen, on van per realitzar les seues necessitats, i després les cobreixen amb calç.
A més utilitzen la calç per evitar que es produeixi una olor desagradable i la contaminació de l'illa.
Utilitzen aquests llocs una vegada al dia, on arriben amb barca remant; el cos dels uros està adaptat a aquest estil de vida.

## Educació
Els uros, antigament, eren analfabets, vivien dins les profunditats del llac, a les seues illes i desconeixien l'existència de centres que impartien instrucció, per tant no donaven importància a l'educació dels fills.
El 1963 hi penetra per primera vegada l'educació propiciada per la “Missió Adventista del Llac Titicaca”, que van crear la primera escola particular, recolzada per OFASA, amb suport alimentari per als alumnes interns.
Actualment al Centre Poblat Turístic Uros Chulluni hi ha diverses escoles de diferents nivells educatius:
1. Institució Educativa Primària Núm. 70682 d'Uros Torani Pata.
2. Institució Educativa Primària Núm.° 70052 de Ccapi Uros.
3. Institució Educativa Primària Núm. 70803 de Ccapi Cruz.
4. Institució Educativa Primària Núm. 70726 d'Uros Tribuna.
5. Institució Educativa Primària Núm. 70620 de Chulluni (terra ferma).
6. Institució Educativa Privada Adventista.
7. CESTA Uros chulluni (en terra ferma).
8. Centre d'Educació Inicial (Chulluni).
9. PRONOEI Uros (wawa uta, inicial no escolaritzat).